# Американски гангстер
„Американски гангстер“ (на английски: American Gangster) е американски криминален биографичен филм от 2007 г. на режисьора Ридли Скот.

## Актьорски състав
- Дензъл Уошингтън – Франк Лукас
- Ръсел Кроу – детектив Ричи Робъртс
- Чуетел Еджиофор – Хю Лукас
- Джош Бролин – детектив Трупо
- Лимари Надал – Ева Кендо
- Тед Ливайн – Лу Тобак
- Роджър Гуенвър Смит – Нейт
- Джон Хоукс – детектив Фреди Спиърман
- RZA – детектив Моузес Джоунс
- Юл Васкес – детектив Алфонсо Абруцо
- Малкълм Гудуин – Джими Зи
- Руби Дий – майката на Франк
- Рубен Сантияго-Хъдсън – Док
- Карла Гуджино – Лори Робъртс
- Джон Ортис – детектив Хавиер Ривера
- Куба Гудинг Джуниър – Ники Барнс
- Арманд Асанте – Доминик Катано
- T.I. – Стив Лукас
- Комън – Търнър Лукас
- Идрис Елба – Танго
- Джо Мортън – Чарли Уилямс
- Джон Полито – Роси
- Норман Рийдъс – детектив в моргата

## Награди и номинации
| Категория                              | Номиниран(и)                | Резултат                    |
| Оскар (24 февруари 2008 г.)            | Оскар (24 февруари 2008 г.) | Оскар (24 февруари 2008 г.) |
| -------------------------------------- | --------------------------- | --------------------------- |
| Най-добри декори                       | Най-добри декори            | номинация                   |
| Най-добра поддържаща женска роля       | Руби Дий                    | номинация                   |
| Награда на БАФТА (10 февруари 2008 г.) |                             |                             |
| Най-добър филм                         | Най-добър филм              | номинация                   |
| Най-добър оригинален сценарий          | Стивън Зайлиян              | номинация                   |
| Най-добра кинематография               | Харис Савидис               | номинация                   |
| Най-добър филмов монтаж                | Пиетро Скалия               | номинация                   |
| Най-добра филмова музика               | Марк Страйтенфелд           | номинация                   |
| Златен глобус (13 януари 2008 г.)      |                             |                             |
| Най-добър филм – драма                 | Най-добър филм – драма      | номинация                   |
| Най-добър режисьор                     | Ридли Скот                  | номинация                   |
| Най-добър актьор в драматичен филм     | Дензъл Уошингтън            | номинация                   |
| Сателит (16 декември 2007 г.)          |                             |                             |
| Най-добър филмов монтаж                | Пиетро Скалия               | награда                     |
| Най-добър актьор в драматичен филм     | Дензъл Уошингтън            | номинация                   |
| Най-добра актриса в поддържаща роля    | Руби Дий                    | номинация                   |
| Най-добра оригинална песен             | „Do You Feel Me“            | номинация                   |
| Емпайър (9 март 2008 г.)               |                             |                             |
| Най-добър трилър филм                  | Най-добър трилър филм       | награда                     |